# Bronco Nima
Edwin Grande (Oakland, California), más conocido como Bronco Nima, es un luchador profesional estadounidense de ascendencia mexicana y raíces salvadoreñas, actualmente forma parte de NXT, la división de desarrollo de la World Wrestling Entertainment (WWE). A lo largo de su carrera, ha destacado por su habilidad en el ring y su conexión con la cultura latina, lo que lo ha convertido en una figura popular dentro del ámbito de la lucha libre profesional. NXT, como plataforma de desarrollo de nuevos talentos para la WWE, ha sido clave en su ascenso dentro de la industria.

## Primeros años
Edwin Grande es un exjugador de fútbol americano universitario y atleta destacado. Durante su carrera en el fútbol americano, jugó como liniero ofensivo en instituciones como la Universidad de Idaho y Monterey Peninsula College. En Monterey Peninsula College, Nima fue una pieza clave en el éxito del equipo, contribuyendo a que avanzara al American Division Championship Bowl tras finalizar la temporada regular como co-campeones de la Golden Coast League con un récord de 5-1.
Posteriormente, jugó para el equipo Houston Blues en la Liga de Primavera de 2020, una liga destinada a ofrecer oportunidades a jugadores en desarrollo fuera de las ligas mayores. Además de su trayectoria deportiva, Nima mostró un interés académico significativo, aspirando a obtener un título en negocios o psicología, lo que refleja su enfoque integral hacia el desarrollo personal y profesional.

## Carrera

### World Wrestling Entertainment / WWE

#### NXT Level Up
Grande recibió una oferta de cazatalentos de la WWE y aprobó exitosamente las pruebas de ingreso a la compañía en marzo de 2022. Posteriormente, debutó en la división de desarrollo de la WWE, NXT, bajo el nombre de Bronco Nima en el programa NXT Level Up, transmitido el 12 de agosto de 2022. En su primer combate, Nima formó equipo con Lucien Price para enfrentarse a Andre Chase y Bowdy Hayward.

#### NXT
El 18 de junio de 2022, Nima y Lucien Price realizaron su debut en el escenario principal de NXT, enfrentándose a Axiom y Scripts. Durante el combate, Scripts traicionó a Axiom, lo que permitió que Nima y Price consiguieran una victoria contundente.
En NXT No Mercy 2023, Bronco Nima y Lucien Price participaron en una lucha Fatal 4-Way por el Campeonato en Parejas de NXT, enfrentándose a D'Angelo Family, The Creed Brothers y Los Lotharios. Sin embargo, la pareja de Nima y Price fue derrotada por D'Angelo Family, quienes retuvieron el campeonato.
El 24 de diciembre de 2024, en el programa NXT, Nima y Price ganaron el Christmas Chaos Fatal 4-Way Tag Team Match, enfrentándose a las parejas de Myles Borne y Tavion Heights, Hank Walker y Tank Ledger, y Channing Lorenzo y Luca Crusifino.
Actualmente, Bronco Nima forma parte del equipo Out the Mud (OTM), junto a Jada Parker y Lucien Price, consolidándose como una de las formaciones más prometedoras en la división de NXT.

## Videojuegos
Bronco Nima hizo su debut en los videojuegos en el WWE SuperCard el año 2022.